# Leuctra khroumiriensis
Leuctra khroumiriensis is een steenvlieg uit de familie naaldsteenvliegen (Leuctridae). De wetenschappelijke naam van de soort is voor het eerst geldig gepubliceerd in 1998 door Vinçon & Pardo.